# 新疆生产建设兵团第二师二十四团
新疆生产建设兵团第二师二十四团是中华人民共和国新疆生产建设兵团第二师下辖的一个团，与新疆维吾尔自治区铁门关市高桥镇实行“团镇合一”的管理体制。

## 行政区划
新疆生产建设兵团第二师二十四团下辖以下单位：
顺祥社区、振兴社区、天格尔社区、一连、二连、三连、四连、五连、六连、七连、八连、十一连、十二连、十三连、十五连、十六连、渔场、园一连、园二连、园三连。